# 佐治一成
佐治 一成（さじ かずなり）は、戦国時代から江戸時代前期の武将。織田氏の家臣。佐治信方の嫡男。母は織田信長の妹・犬。

## 生涯
尾張佐治氏は、知多半島の大野を中心とする西海岸地域を領する一族で、伊勢湾海上交通を掌握する海賊衆「佐治水軍」を率いていた。その立場は織田氏に従属的な家臣とする説と、独立的な国衆で、父の信方が永禄初年頃に信長の妹・犬を室に迎えていることから、織田一門格であるとする説がある。
父・信方は織田氏による伊勢長島攻めに従軍して戦死（天正2年（1574年）9月28日とも、元亀2年（1571年）ともいわれる）したため、幼少の一成が家督を相続する。
近江国小谷城主・浅井長政の娘・江を妻に迎えたといわれており、後に離縁したといわれているが、諸説ある。
天正10年（1582年）の本能寺の変による信長横死後、その次男・織田信雄に仕えるが、羽柴秀吉と徳川家康・信雄の敵対から発生した天正12年（1584年）3月の小牧・長久手の戦いにおいて、合戦後に家康が三河へ帰陣する途中の佐屋街道の渡しにおいて船を提供し、秀吉の怒りを買い大野を退去したという（佐屋の渡一件）。一方、文書上においては小牧・長久手後にも一成の大野支配が確認されているが、天正13年（1585年）の頃とみられる『織田信雄分限帳』においては一成の名が見られず、一成の大野退去は小牧・長久手後の論功行賞によるものであると考えられている。
母親の犬が死去した際に、亡き母親の弔い料として10月3日に三貫九百八十九文を、さらに翌年に香料として十九貫六百五十五文をそれぞれ奉納しており、離別後も母お犬と連絡を取っていたことが窺える。
その後、伯父・織田信包の領する伊勢へ逃れてその家中にあり（丹波・柏原藩筆頭家老など）、後に信長と側室・お鍋の方の娘で従妹にあたる於振を正室に迎えたと伝えられる。
寛永11年9月26日（1634年11月16日）、京都にて死去した。享年66。長徳院殿快岩巨哉居士（『系図綜覧』）。墓所は龍安寺にある。

## 江（崇源院）との婚姻について

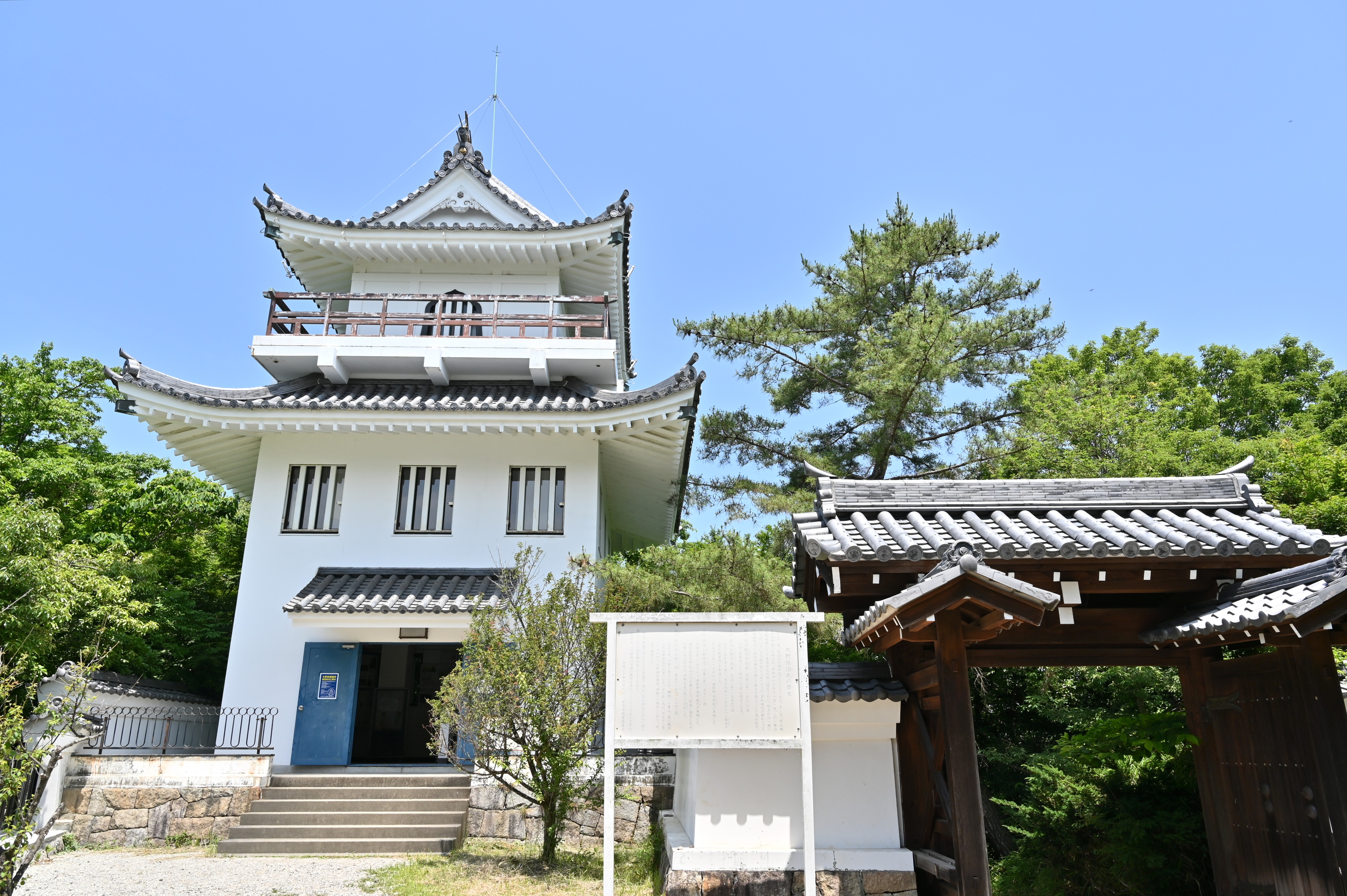
大野城（模擬天守）佐治氏がお江を迎えた地

江（崇源院）の母のお市の方は、本能寺の変における信長横死後の天正10年（1582年）に織田家臣・柴田勝家に嫁ぎ、江ら浅井三姉妹も越前国北之庄に移る。翌天正11年4月24日（1583年6月14日）に勝家と市は北の庄において羽柴秀吉に敗北し自害しており、三姉妹は秀吉の元へ引き取られている。
天正12年（1584年）に一成が大野を追放され、江と離縁したとされる経緯から、一成と江の婚姻時期は天正12年初めで、佐治氏や信長の次男で一成の従兄にあたる織田信雄の懐柔を目的とした秀吉の意向であったものと想定されている。
宮本義己は上記の小和田説に疑問を呈したうえで、婚姻を決めたのは秀吉ではなく、織田信雄であるとし、婚姻時期は天正12年（1584年）春としている。
一方で、一成と江の婚姻を記した記録や佐治氏系図においては、時期や事情を記したものは見られず、近世後期の鳥取藩主池田家の由来書には婚姻時期を信方戦死後の天正2年とする説もあり、犬の再嫁に伴い佐治氏との婚姻を必要としていた信長の意向であった可能性も考えられている。なお、『徳川幕府家譜』においては浅井三姉妹のうち、茶々を「御台所」、初を「室」と記するのに対し、江については「妻」と格下表現を用いており、一成と江の婚姻の意義や婚約のみであった可能性など、実態については議論が存在する。
また、一成と江の間には実は「おきた」と「おぬい」と言う2人の娘が存在した。そして、江が豊臣秀吉の下に帰された時に2人とも自害した。と言った伝承がある。